# Bad Behaviour (film 2023)
Bad Behaviour è un film del 2023 scritto, diretto ed interpretato da Alice Englert.

## Produzione
Nel giugno 2022 è stato annunciato che Jennifer Connelly e Ben Whishaw si erano uniti al cast di un film scritto e diretto da Alice Englert.
Durante un'intervista con W nel novembre 2022, Englert ha rivelato che le riprese del film erano appena terminate e si erano svolte in Nuova Zelanda.

## Distribuzione
Bad Behavior è stato presentato in anteprima mondiale al Sundance Film Festival il 21 gennaio 2023 
È uscito in alcuni cinema neozelandesi il 2 novembre 2023;  nel Regno Unito il film è uscito su Icon Film Channel il 4 dicembre 2023, seguito dall'uscita nelle sale il 5 gennaio 2024.

## Accoglienza
L'aggregatore di recensioni Rotten Tomatoes riporta il 48% delle recensioni positive, con una valutazione media di 5,2/10 basata sul consenso di 42 critici.
Metacritic riporta film un punteggio di 57 su 100, calcolato sulla base di 13 recensioni.

## Riconoscimenti
- 2023 - Festival del cinema di Sydeny[8]
  - Candidatura per il miglior film